# Ксти (станція)
Ксти́ (біл. Ксты́) — вузлова залізнична станція 4-го класу  Вітебського відділення Білоруської залізниці на лінії Полоцьк — Молодечно між станціями Полоцьк (8 км) та Фаринове (9,6 км). Від станції відгалужується залізнична лінія Ксти — Новополоцьк (завдожки 10,3 км). Розташована за 1,3 км на південь від однойменного села Ксти Полоцького району Вітебської області.

## Пасажирське сполучення
На станції зупиняються поїзди регіональних ліній економ-класу до станцій Крулевщизна, Молодечно, Полоцьк та Постави.